# Prunișor
Prunișor (Kertes en hongrois) est une commune roumaine du județ de Mehedinți, dans la région historique de l'Olténie et dans la région de développement du Sud-Ouest.

## Géographie
La commune de Prunișor est située au centre du județ, dans les collines de Motrul (Piemonte Motrul), sur la rivière Husnița, affluent de la Motru, à 20 km à l'est de Drobeta Turnu-Severin, la préfecture du județ. La commune est traversée par la route nationale DN6 (Route européenne 70) Timișoara-Bucarest.
Elle est composée des quinze villages suivants (population en 2002):
- Arvalești (59) ;
- Balota (123) ;
- Bâltanele (25) ;
- Cervenița (285) ;
- Dragotești (54) ;
- Fântâna Domneasca (294) ;
- Ghelmegioaia (112) ;
- Gârnița (47) ;
- Gutu (79) ;
- Lumnic (158) ;
- Mijarca (79) ;
- prunaru (113) ;
- Prunișor (537), siège de la municipalité ;
- Zegaia (494).

## Histoire
La commune a fait partie du royaume de Roumanie dès sa création en 1878.

## Religions
En 2002, 98,62 % de la population étaient de religion orthodoxe et 1,14 % était catholique romain.

## Démographie
En 2002, les Roumains représentaient 98,78 % de la population totale et les Hongrois 1,02 %. La commune comptait 950 ménages et 1 690 logements.
| 2002  | 2007  |
| ----- | ----- |
| 2 626 | 2 278 |

## Économie
L'économie de la commune repose sur l'agriculture et l'élevage;

## Lieux et monuments
- Fântâna Domneasca, église en bois St Calinic (Sf Calinic) du XIXe siècle.

- Prunișor, église St Nicolas (Sf Nicolae) de 1842.